# Molinet (Alier)
Molinet és un municipi francès, situat al departament de l'Alier i a la regió d'Alvèrnia-Roine-Alps. L'any 2007 tenia 1.174 habitants.

## Demografia

### Població
El 2007 la població de fet de Molinet era de 1.174 persones. Hi havia 492 famílies de les quals 128 eren unipersonals (48 homes vivint sols i 80 dones vivint soles), 184 parelles sense fills, 160 parelles amb fills i 20 famílies monoparentals amb fills.
La població d'habitants censats ha evolucionat segons el següent gràfic:

### Habitatges
El 2007 hi havia 558 habitatges, 491 eren l'habitatge principal de la família, 18 eren segones residències i 48 estaven desocupats. 514 eren cases i 44 eren apartaments. Dels 491 habitatges principals, 323 estaven ocupats pels seus propietaris, 157 estaven llogats i ocupats pels llogaters i 11 estaven cedits a títol gratuït; 16 tenien dues cambres, 63 en tenien tres, 170 en tenien quatre i 243 en tenien cinc o més. 428 habitatges disposaven pel capbaix d'una plaça de pàrquing. A 195 habitatges hi havia un automòbil i a 253 n'hi havia dos o més.

### Piràmide de població
La piràmide de població per edats i sexe el 2009 era:
| Homes | Edats   | Dones |
| ----- | ------- | ----- |
| 0     | 95 o +  | 4     |
| 4     | 90 a 94 | 0     |
| 4     | 85 a 89 | 16    |
| 12    | 80 a 84 | 12    |
| 16    | 75 a 79 | 24    |
| 20    | 70 a 74 | 32    |
| 36    | 65 a 69 | 32    |
| 40    | 60 a 64 | 16    |
| 28    | 55 a 59 | 40    |
| 28    | 50 a 54 | 32    |
| 60    | 45 a 49 | 60    |
| 52    | 40 a 44 | 36    |
| 48    | 35 a 39 | 40    |
| 20    | 30 a 34 | 48    |
| 36    | 25 a 29 | 28    |
| 28    | 20 a 24 | 12    |
| 60    | 15 a 19 | 12    |
| 32    | 10 a 14 | 48    |
| 52    | 5 a 9   | 32    |
| 24    | 0 a 4   | 16    |

## Economia
El 2007 la població en edat de treballar era de 733 persones, 535 eren actives i 198 eren inactives. De les 535 persones actives 478 estaven ocupades (268 homes i 210 dones) i 57 estaven aturades (20 homes i 37 dones). De les 198 persones inactives 88 estaven jubilades, 42 estaven estudiant i 68 estaven classificades com a «altres inactius».

### Ingressos
El 2009 a Molinet hi havia 486 unitats fiscals que integraven 1.192 persones, la mediana anual d'ingressos fiscals per persona era de 15.161 €.

### Activitats econòmiques
Dels 46 establiments que hi havia el 2007, 1 era d'una empresa de fabricació de material elèctric, 7 d'empreses de fabricació d'altres productes industrials, 6 d'empreses de construcció, 10 d'empreses de comerç i reparació d'automòbils, 1 d'una empresa de transport, 4 d'empreses d'hostatgeria i restauració, 5 d'empreses financeres, 1 d'una empresa immobiliària, 5 d'empreses de serveis, 2 d'entitats de l'administració pública i 4 d'empreses classificades com a «altres activitats de serveis».
Dels 17 establiments de servei als particulars que hi havia el 2009, 1 era una oficina de correu, 1 una oficina bancària, 4 tallers de reparació d'automòbils i de material agrícola, 4 paletes, 1 lampisteria, 1 electricista, 2 perruqueries i 3 restaurants.
L'únic establiment comercial que hi havia el 2009 era una botiga de més de 120 m².
L'any 2000 a Molinet hi havia 28 explotacions agrícoles que ocupaven un total de 2.037 hectàrees.

## Equipaments sanitaris i escolars
L'únic equipament sanitari que hi havia el 2009 era una farmàcia. El 2009 hi havia una escola elemental.

## Poblacions properes
El següent diagrama mostra les poblacions més properes.